# ريتشارد دريسر
ريتشارد دريسر (بالإنجليزية: Richard Dresser)‏ هو كاتب مسرحي وكاتب سيناريو أمريكي، ولد في 1951.

## وصلات خارجية
- ريتشارد دريسر على موقع IMDb (الإنجليزية)
- ريتشارد دريسر على موقع ألو سيني (الفرنسية)
- ريتشارد دريسر على موقع أول موفي (الإنجليزية)
- ريتشارد دريسر على موقع قاعدة بيانات برودواي على الإنترنت (الإنجليزية)
- ريتشارد دريسر على موقع قاعدة بيانات الفيلم (الإنجليزية)
- ريتشارد دريسر على موقع كينوبويسك (الروسية)